# 霍芬海姆
霍芬海姆（德語：Hoffenheim，德語發音：[ˈhɔfn̩haɪ̯m] ⓘ）是德国巴登-符腾堡州辛斯海姆一个村庄。霍芬海姆原为一独立市镇，后于1972年并入辛斯海姆。

## 地理
霍芬海姆位于巴登-符腾堡州西北部，埃尔森茨河谷流经的克赖希高丘陵地带，靠近内卡河谷-奥登林山自然公园。这座村庄位于辛斯海姆西北3公里，海德堡东南约26公里。

## 历史

### 早期封建领主时期
霍芬海姆当地可能在史前时代就有人定居，附近森林中的七座山丘发现了新石器时代和青铜时代的遗迹。在古代，这里位于从施派尔到温普芬的军用道路上面。霍芬海姆第一次被提及是在773年的洛尔施法典（Lorsch codex）中，名为“Houaheim”。
在中世纪早期（14世纪之前）此地是克赖希高骑士州的一部分，并留下了一些当地贵族名字的记载。格明根领主在当地修建了一座城堡。1409年，塔尔海姆领主迪特尔将城堡的四分之一出售给希尔施霍恩领主。早在1270年，通过与格明根家族的联姻，希尔施霍恩领主已经控制了一半的霍芬海姆（另一半由卡岑埃尔恩博根伯国控制，1479年绝嗣后转交给黑森伯国的领主），约从16世纪早期开始赫希洪领主控制了全部的霍芬海姆。
16世纪上半叶，当地进行宗教改革，1554年，居民自发抵制了封建农奴制。在三十年战争前后，宗教局势紧张，乡村不断遭受破坏，导致当地人口几乎归零。1639年预估只剩下9个资产阶级家庭。1632年，希尔施霍恩最后一任领主费里德里希去世，导致出现了权力真空。该地最终被分别划入奥地利公爵和黑森伯爵的手中。
1673年和1689年，霍芬海姆被法国军队侵扰。

### 格明根家族时期
1771年，归属奥地利公爵旗下贝利兴根领主的霍芬海姆一半领土被转交给西格蒙德·冯·格明根以及他的兄弟奥托·海因里希一世·冯·格明根-霍恩贝格。奥托·海因里希一世是格明根-霍芬海姆家族的创始人。在奥托·海因里希一世的治理下，乡村得到复兴，他得到了乡民的热爱和尊重。最终格明根家族通过购买领土最终控制了全部的霍芬海姆，由于老城堡早已年久失修，不堪大用，因此奥托·海因里希决定建造一座新城堡（Schlössl），并在1781年完成。奥托·海因里希一世还推动了当地的商业发展，特别是水果和葡萄酒的贸易。
1790年，奥托·海因里希一世去世，他的家产被平分给他的两个儿子，长子奥托·海因里希二世·冯·格明根-霍恩贝格以及他的异母弟西格蒙德。西格蒙德童年时曾经从楼梯上摔下来，因此变得精神失常和耳聋。同一年，奥托·海因里希二世将他的霍芬海姆财产以40000荷兰盾的价格卖给了西格蒙德，然后搬到了毛达赫居住，不过他仍然继续经营霍芬海姆的产业。
奥托·海因里希二世继承了父亲严厉的治理政策，在1790年3月26日颁布了一项法令，内容涉及市议会、市政收入、强制劳役、法庭开庭日以及如何处理短工、农民工和音乐家的问题。他后来又搬回到霍芬海姆居住，他还是《德国家庭之父》（Deutschen Hausvater）杂志的主编。
1799年，法国军队攻打霍芬海姆，曾经四次解放村镇，导致当地的经济受到沉重打击。奥托·海因里希二世试图继续维持农奴制，并且试图向庄园农民征收更多的钱财。
1806年神圣罗马帝国灭亡，旧封建领主制度被废除，霍芬海姆被并入新成立的巴登大公国。霍芬海姆必须支付大量的供赋，但同时手工业和农业也得到了比较良好的发展，特别是烟草种植。1817年，奥托·海因里希二世破产。他的债权人开始清理他抵押的森林，霍芬海姆民众对这种粗暴的刀耕火种式清理极为不满。为此奥托·海因里希二世呼吁巴登派出士兵捍卫他的合法权利。
1832年，霍芬海姆废除了强制劳役。奥托·海因里希二世于1836年去世，他的儿子卡尔·提奥多尔·约瑟夫（Karl Theodor Joseph）继承了他的产业，在1849年去世，因卡尔没有儿子，因此霍芬海姆家族就此断绝。此地也被特雷施克雷格家族接管。1852年，当地建造了一座校舍，同时进行耕地的小规模分割，导致不少居民陷入经济困境，最终不少人选择迁出该地。1854年开始，一座孤儿院被安置在城堡中，1859年，城堡被卖给了平民，直到1965年，霍芬海姆城堡被拆除。

### 现代
第二次世界大战之后，霍芬海姆社区出现了比较大的变化，人口得到了增长，同时还也需要接纳1000多名从东欧回归的德国难民。1948年，霍芬海姆开始大规模的基础设施建设，包括土地开发、道路建设、供水系统和污水处理系统等等。同时也有一些工业企业在当地落户促进了就业。
1972年，巴登-符腾堡州进行地区行政改革，霍芬海姆在7月1日并入辛斯海姆，并入前的面积是13.19平方公里。
由于足球俱乐部的成功表现，现在霍芬海姆的知名度已经在德国得到广泛认可。

## 宗教
霍芬海姆在宗教改革之前是天主教为主导，之后信义宗为主导。从1632年开始，在重新转变为天主教统治之后，天主教徒的人数居于优势。1945年伴随着难民的涌入，天主教社区经历一次强劲的增长。
霍芬海姆当地曾有一个犹太社区，1750年左右建立了一座犹太教堂，并且经历数次重建。在纳粹德国掌权时期的1938年11月被彻底拆除，并改建为住宅和商业建筑。1940年，霍芬海姆当地的犹太公民全部被驱逐到法国的居尔斯拘留营。

## 建筑
- 福音派教堂（德语：Evangelische Kirche (Hoffenheim)）（Evangelische Kirche）位于村庄中部，建于1841年，原来的建堂建于1731年，因破旧不堪而重建。教堂里有埃伯哈德·弗里德里希·瓦尔克（德语：Eberhard Friedrich Walcker）在1846年制作的管风琴。
- 天主教耶稣之心教堂（德语：Herz-Jesu-Kirche (Hoffenheim)）（Herz-Jesu-Kirche）祝圣于1976年，原来的老教堂建造于1921-1923年。
- 市政厅（Rathaus）建于1796年，内部十分宽敞。
- 埃克尔之家（Erkerhaus）建于1780年，原本是一家旅馆，后来成为牧师的公寓和福音派社区的所在地。
- 内夫之家（Neff’sche Haus）建于18世纪后半叶的一座豪宅，原本是门诺会贵族内夫家族的所有物。

## 体育

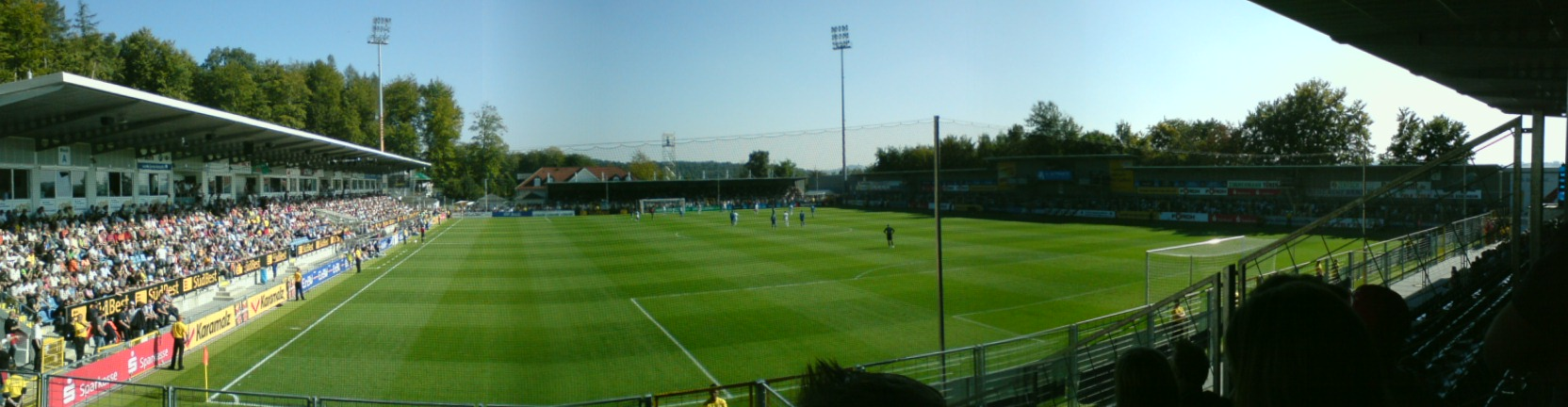
迪特马尔·霍普球场

当地最著名的足球俱乐部当属霍芬海姆1899竞技俱乐部，这支球队曾经长期徘徊在低级别联赛，但是从新世纪开始，球队战绩突飞猛进，从2008年晋级至德甲联赛至今尚未降级，还在18-19赛季凭借联赛成绩进入欧洲冠军联赛的小组赛。在2008年之前，球队主场是迪特马尔·霍普球场，容量只有6300多人。考虑到德甲联赛的影响力，从2009年开始，霍芬海姆将主场搬入新建的莱茵内卡竞技场，容量约30000人。不过这个新主场并非位于霍芬海姆，而是位于辛斯海姆。
除了足球以外，霍芬海姆还拥有1990排球俱乐部（VC Hoffenheim）。在1990年以前，这家俱乐部是TSG的一部分。目前男子、女子和青年队的比赛都在霍芬海姆的学校体育馆举行。

## 当地出身的名人
- 卡尔·恩格尔哈特（德语：Karl Engelhardt (Pfarrer)）（Karl Engelhardt）——新教牧师，国土研究员。
- 福尔克尔·考德（Volker Kauder）——政治家，基民盟成员，德国联邦议院党团领袖（2005-2018年）
- 迪特马尔·霍普（Dietmar Hopp）——企业家，霍芬海姆1899俱乐部所有者，出生于海德堡，但在霍芬海姆长大。

## 图集

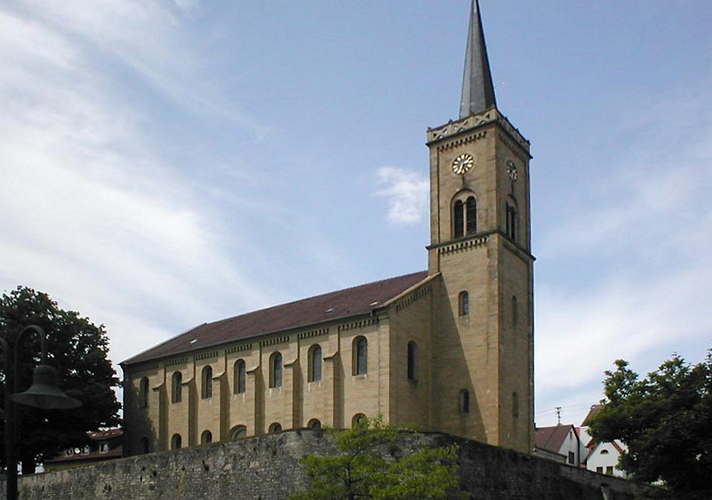
村庄教堂
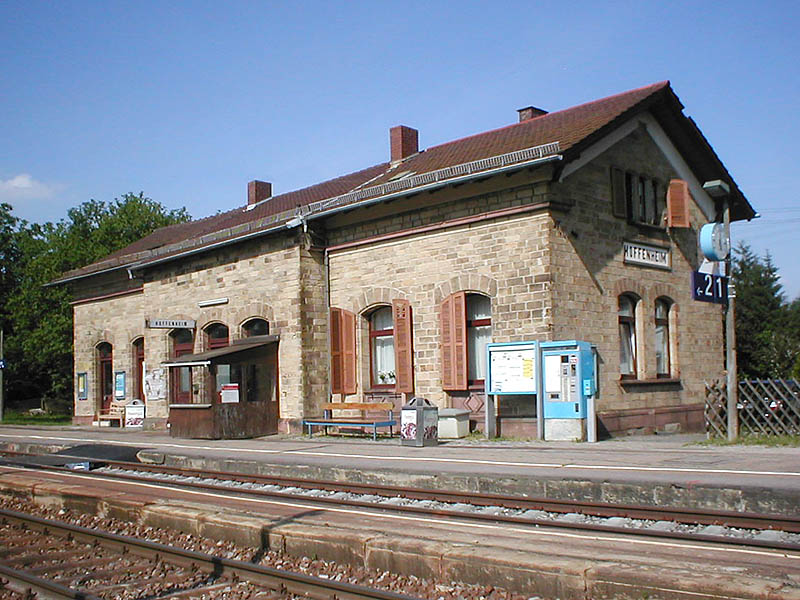
火车站